# Urítskoie
Urítskoie (en rus: Урицкое) és un poble de l'óblast de Saràtov, a Rússia, segons el cens del 2010 tenia 570 habitants. Pertany al districte municipal de Líssie Gori.